# 三鬼濁
三鬼 濁（みき だく、1935年1月24日 - ）は、日本の俳優。太平洋テレビジョンに所属していた。

## 出演作品

### 映画
- 新・事件記者 殺意の丘（1966年） - 岡部刑事
- 密告（たれこみ）（1968年） - ダンプの男

### テレビドラマ
- 第7の男 第5話「背骨にパンチ」（1964年）
- 渥美清の泣いてたまるか 第1話「ラッパの善さん」（1966年）
- 特別機動捜査隊 第244話「法外者」（1966年）
- 三姉妹（1967年） - 沖田総司
- ローンウルフ 一匹狼 第16話「喪服の女」（1968年）